# Chiquita (musikgrupp)
Chiquita är ett dansband i Alingsås i Sverige, som bildades 1968 och antog namnet Chiquita Brass 1972. Den 1 juni 1975 gick bandet in på Svensktoppen med låten Nu är du här igen som placerade sig på tionde plats innan den slogs ut veckan efter.
1977-1979 bytte bandet stil till det då populära discosoundet, men återgick till traditionell dansmusik under sent 1981 när Benny Bendén gick med i bandet. 1987 påbörjades samarbetet med Mariann Grammofon AB i Skara. 1997 hamnade bandet åter på svensktoppen med låten "När jag blundar kan jag se dig". 2001 röstade radiolyssnarna fram låten "Rena rama vilda västern" från skivan "En enda stor familj" som Årets låt.

## Medlemmar
- Benny Bendén (Sång, Saxofon, Gitarr) (1981-)
- Kenneth Sjöberg (Bas) (1968-)
- Tomas Edström (Keyboard, Sång) (2014-)
- Thomas "Boman" Andreasson (Trummor) (2014-)

## Tidigare Medlemmar
- Jörgen Flach (Klaviatur (Keyboard, Dragspel, Sång) (2007-2011)
- Simon Åhs (Trummor, Sång) (2009-2011)

## Album
- Säg att du älskar mig än - 2001
- En enda stor familj - 2005
- Alldeles Lagom - 2016

## Singlar
- Tre tända ljus - 1994
- Tack för kaffet - 1995

## Melodier på Svensktoppen
- Nu är du här igen - 1975

### Missade svensktoppslistan
- När jag blundar kan jag se dig - 1999

## Utmärkelser
Rena Rama Västern - 2001 - Årets Låt
En enda stor familj - 2004 - Årets Bästa Dansbands CD

## Medlemmar under tiden som Chiquita Brass 1969-1976
Reidar (Saxofon, Sång)
Stephan (Orgel, Piano, Saxofon, Flöjt)
Kjell (Sång, Gitarr)
Börje Fredriksson (Trumpet, Sång)
Kenneth Sjöberg (Bas) (Den enda medlem som är kvar i bandet än idag)
Mats (Trummor, Sång)